# Yeruham
Yeruham (hébreu : יְרוּחָם, יְרוֹחַם, Yeroham), dans le désert du Néguev, a d'abord été un  camp de transit (en hébreu ma'abara) pour immigrants juifs, établi en janvier 1951 ; le lieu a aujourd'hui le statut de conseil local d'Israël.

## Histoire
Les premiers immigrants venaient de Roumanie. Ensuite, la plupart de ceux qui sont arrivés étaient originaires d'Asie et d'Afrique du Nord ; tout comme les autres Juifs Mizrahim envoyés dans des zones-frontières au début des années 1950, ils racontent la même histoire d'une arrivée dans la nuit et leur refus de descendre des bus et des camions qui les avaient conduits là.
Les résidents du camp de transit avaient été considérés par les autorités israéliennes comme des instruments permettant de sécuriser les conquêtes militaires récentes ; ainsi Ben Gourion, Premier Ministre de l'État déclara en 1949 : "Nous avons conquis des territoires, mais ils n'ont pas, sans colonies, de valeur décisive ; telle est la conquête véritable ! L'avenir de l'État dépend de l'immigration".
À propos de Yeruham, un chef de département de l'Agence juive, Giora Yoseftal, déclara que ce camp de transit était créé là comme "une cité dans le Néguev, un désert, une région désolée qui offre un passage aux infiltrés et bandits de la Bande de Gaza vers la Jordanie" ; selon Iritz Katz ceux qui sont désignés comme des "infiltrés" sont les Bédouins du Néguev.
Les baraques du camp de transit ont été remplacées par des constructions en dur : Yeruham est devenue, en 1951, la première ville de développement. En 1965, elle comptait 6500 habitants et vingt ans plus tard, comme nombre d'autres villes nouvelles, peinait à maintenir le même niveau démographique, en raison notamment de difficultés économiques, et du fait que l'État a privilégié d'autres investissements, au détriment des villes de développement.
La localité est rattachée au district sud.

## Au cinéma
- David Deri, The Ancestral Sin ("Le Péché ancestral"), 2017, documentaire présenté au festival du film documentaire de Tel Aviv. La famille du cinéaste a dû s'établir à Yeruham lors de son arrivée en Israël. Des témoignages et des archives exposent les pratiques coercitives dans le cadre de la politique de "dispersion de la population" visant à créer une majorité israélienne dans les zones périphériques[5].
- Ram Levy, Lekhem ("Le pain"), 1986. À travers l'histoire d'une famille, le film évoque les difficultés économiques et le sentiment de claustrophobie des habitants de Yeruham[6].